# Simon Gerrans
Simon Gerrans (ur. 16 maja 1980 w Melbourne) – australijski kolarz szosowy, zawodnik należącej do dywizji UCI WorldTeams drużyny BMC Racing Team.

## Najważniejsze zwycięstwa i sukcesy
2002
- 1. miejsce w mistrzostwach Australii do lat 23 (start wspólny)

2004
- 1. miejsce na 9. etapie Herald Sun Tour

2005
- 1. miejsce w Herald Sun Tour
  - 1. miejsce na 3. etapie

2006
- 1. miejsce w Herald Sun Tour
- 1. miejsce w Tour Down Under
  - 1. miejsce na 1. etapie

2008
- 1. miejsce na 2. etapie Critérium International
- 1. miejsce na 15. etapie Tour de France
- 1. miejsce na 1. etapie Route du Sud

2009
- 1. miejsce na 14. etapie Giro d’Italia
- 1. miejsce w GP Ouest-France
- 1. miejsce na 10. etapie Vuelta a España
- 1. miejsce w Bay Classic Series

2011
- 1. miejsce w Post Danmark Rundt
- 2. miejsce w GP Ouest-France
- 3. miejsce w Amstel Gold Race

2012
- 1. miejsce w Tour Down Under
- 1. miejsce w Mediolan-San Remo
- 1. miejsce w Grand Prix Cycliste de Québec
- 1. miejsce w mistrzostwach Australii (start wspólny)
- 2. miejsce w Clásica de San Sebastián
- 4. miejsce w Grand Prix Cycliste de Montréal

2013
- 1. miejsce na 5. etapie Tour Down Under
- 1. miejsce na 6. etapie Volta a Catalunya
- 1. miejsce na 1. etapie Vuelta al País Vasco
- 3. miejsce w Amstel Gold Race
- 10. miejsce w Liège-Bastogne-Liège
- 1. miejsce na 3. etapie Tour de France

2014
- 1. miejsce w Tour Down Under
  - 1. miejsce na 1. etapie
  -  1. miejsce w klasyfikacji sprinterskiej
- 3. miejsce w Amstel Gold Race
- 1. miejsce w Liège-Bastogne-Liège
- 3. miejsce w Vattenfall Cyclassics
- 1. miejsce w Grand Prix Cycliste de Québec
- 1. miejsce w Grand Prix Cycliste de Montréal
- 2. miejsce w Mistrzostwach Świata w Kolarstwie Szosowym

2015
- 6. miejsce w Mistrzostwach Świata w Kolarstwie Szosowym (start wspólny)

2016
- 1. miejsce w Tour Down Under
  - 1. miejsce na 3. i 4. etapie
  -  1. miejsce w klasyfikacji sprinterskiej

2017
- 2. miejsce w Cadel Evans Great Ocean Road Race